# Reichspersonalnummer
Die Reichspersonalnummer war ein allgemeines Personenkennzeichen, das in der Zeit des Nationalsozialismus in Deutschland geschaffen wurde, um eine individuelle Personenerfassung mittels des Maschinellen Berichtswesens zu ermöglichen. Dies beruhte auf Vorversuchen, die am Modell der Stadt Ansbach durchgeführt wurden.

## Ausgangssituation
Der Bedarf, die gesamte Bevölkerung individuell zu erfassen, hatte mehrere Ausgangsvoraussetzungen:
- Noch vor 1938 gab es in weiten Teilen des Deutschen Reiches keine Meldepflicht oder sie wurde vielfach umgangen.
- Die Anmeldungen der Bürger bei Einwohnermeldeamt, Wehrmeldeamt und Ernährungsamt (Ausgabe von Lebensmittelkarten) waren nicht automatisch verknüpft, auch wurden teils widersprüchliche Angaben gemacht.
- Die Volkskartei, die im Rahmen der Kriegsvorbereitung alle Deutschen erfassen und ihren Einsatz vorbereiten sollte, war lückenhaft und erwies sich als zu schwerfällig für die dynamische Situation in den letzten Kriegsjahren. Sie wurde im Jahr 1943 aufgegeben.[1]
- Die neuentwickelte maschinelle Datenverarbeitung sollte an Pilotprojekten ihre Leistungsfähigkeit erweisen, unabhängig von den auf Karteikarten erfassten Daten der Volkszählung (1933).
- Das nationalsozialistische Regime wollte im fortgeschrittenen Kriegszustand („totaler Krieg“) die Bevölkerung bis in den letzten Winkel hinein für seine Zwecke heranziehen und verwerten.

Die erfolgreiche Erfassung der Bevölkerung Ansbachs mithilfe von Lochkarten unter der Leitung von Kurt Passow, die im November 1944 vorlag und durch Datenabgleich manche fehlerhaften Angaben zutage gebracht hatte, sollte auf das ganze Reich ausgedehnt werden, was jedoch am Mangel an Tabelliermaschinen scheiterte. Ein weiteres Problem stellte die beschränkte Datenkapazität damaliger Lochkarten dar, auf denen für zu viele Einzeldaten kein Platz mehr war. Magnetspeicher befanden sich noch in der Entwicklungsphase.

## Ausführung
Nach einem Konzept des Regierungs-Baurates Friedrich Herbst wurde ab Dezember 1944 in Märkisch Rietz bei Berlin die zentrale Reichspersonalnummernkartei durch Kurt Passow und seinen Mitarbeiterstab aufgebaut. Die Reichspersonalnummer hatte dabei eine 12-stellige Ziffernfolge: x|xx|xx|xx|xx|xxx.
Die erste Spalte definierte dabei das Geschlecht, die zweite bis vierte Geburtstag, -monat und -jahr (je 2-stellig), die fünfte die Staatsangehörigkeit und die letzte eine laufende Nummer. Lochkartenkartei wurde in dreifacher Ausfertigung erstellt: nach laufender Nummer, nach alphabetischer Namensreihenfolge und zur Sicherheitsreserve im Bunker. Die verschiedenen, dezentral geführten Personalkarteien sollten in einer zentralen Reichspersonalkartei mit der Reichspersonalnummer als Ordnungsmerkmal zusammengeführt werden. Die Kartei ermöglichte noch bis zur Kapitulation eine Totalerfassung der Bevölkerung durch die Behörden. Dies wurde noch durch einen „Erlaß des Führers über einen Generalbevollmächtigten für das Berichts- und Auswertungswesen“ vom 28. Dezember 1944 unterstrichen, in welchem dieser nochmals auf die „Erfassung aller persönlichen und sachlichen Kräfte und ihre Lenkung nach den jeweiligen Erfordernissen des totales Krieges“ drängt unter Einforderung der modernsten technischen Möglichkeiten.
Die Kombination aus Geburtsdatum und 4-stelliger laufender Nummer findet sich noch heute z. B. bei der Versicherungsnummer von Krankenkassen oder im Aufbau der Rentenversicherungsnummer.